# Salvador Maluquer i Nicolau
Salvador Maluquer i Nicolau   (Barcelona, 22 de gener de 1881 - Barcelona, 21 de març de 1955) fou un advocat, naturalista i divulgador científic català.

## Biografia
Va néixer al carrer del Carme de Barcelona, fill de Joan Maluquer i Viladot i de Caterina Nicolau i Rosés, ambdós naturals de Barcelona, i germà de Josep i Joaquim Maluquer i Nicolau. Casat amb Neus de Motes i Aleu (1882-1975), varen ser pares de Joan Maluquer de Motes i Nicolau.
Especialista en entomologia, va ser membre fundador de la Institució Catalana d'Història Natural, que presidí el 1910. Va publicar diverses obres d'ensenyament i de divulgació científica com L'aquari d'aigua dolça (1918), Llibre de la natura (1932) i El microscopi (1936). El 1918, juntament amb els seus germans Joaquim i Josep, va publicar la revista Physis.
Va exercir de professor de ciències naturals a l'Escola Normal de la Mancomunitat, que va ser clausurada per la dictadura de Primo de Rivera, i posteriorment de l'Escola Normal de la Generalitat, creada l'any 1931 i suprimida a la fi de la Guerra Civil espanyola.